# Джумайлия
Вижте пояснителната страница за други значения на Лозово.
Джумайлия (на македонска литературна норма: Лозово, старо Џумајлија) е село в централната част на Северна Македония, община Джумайлия (Лозово).

## География
Селото е разположено в областта Овче поле, северно от град Щип и източно от Велес. Махалата Караджали, разположена южно от пътя Велес – Щип, в миналото е отделно селище.

## История
През XIX век Джумайлия е изцяло турско село в Щипска кааза, нахия Овче поле на Османската империя. Според статистиката на Васил Кънчов („Македония. Етнография и статистика“) от 1900 година и Джумаали и Караджа Али (Караджалино) имат по 150 жители турци.
След Междусъюзническата война в 1913 година селото попада в Сърбия.
Според Димитър Гаджанов в 1916 година в Джумалий живеят 50, а в Караджалино – 13 турци.
На етническата си карта от 1927 година Леонард Шулце Йена показва Джумали и Караджали (Džumali, Karadžali) като турски села.
По време на българското управление във Вардарска Македония в годините на Втората световна война, Трайко Тр. Калайджиев от Щип е български кмет на Джумайлия от 1 септември 1941 година до 4 декември 1942 година. След това кметове са Иван Ганев Щерев от Щип (30 октомври 1942 - 30 ноември 1943) и Ангел Иванов Йорданов от Свети Никола (5 ноември 1943 - 9 септември 1944).
Селото е прекръстено на Лозово.
Митрополит Агатангел Повардарски полага темелния камък на селската църква „Света Петка“. В селото има и неосветен параклис „Свети Илия“.
| Години | Македонци | Албанци | Турци | Роми | Власи | Сърби | Бошняци | Други | Общо |
| ------ | --------- | ------- | ----- | ---- | ----- | ----- | ------- | ----- | ---- |
| 1948   | —         | —       | —     | —    | —     | —     | —       | —     | 521  |
| 1953   | 30        | —       | 571   | 16   | —     | —     | —       | 8     | 625  |
| 1961   | 520       | 3       | 13    | —    | —     | 7     | —       | 27    | 570  |
| 1971   | 695       | —       | 10    | —    | ...   | 8     | —       | 56    | 766  |
| 1981   | 871       | —       | 4     | —    | 36    | 15    | —       | 33    | 959  |
| 1991   | 874       | —       | 5     | —    | 40    | 13    | —       | 11    | 943  |
| 1994   | 889       | —       | 5     | —    | 39    | 6     | —       | 7     | 946  |
| 2002   | 851       | —       | 8     | —    | 26    | —     | —       | 6     | 896  |